# ISO 217
ISO 217 стандарт визначає серії паперових форматів RA і SRA.
Ця серія форматів необрізаного «сирого» паперу. RA означає «сирий формат А» (англ. raw format A), а SRA означає «додатковий сирий формат A» (англ. supplementary raw format A). Формати RA і SRA трохи більше, ніж відповідні формати серії A. Ці паперові листи після виходу з друку підлягають обрізці, щоб наслідувати відповідний формат А.
- ISO A0 формат має площу 1,00 м²
- ISO RA0 формат має площу 1,05 м²
- ISO SRA0 формат має площу 1,15 м

² Папір серій форматів RA і SRA має співвідношення {\displaystyle 1:{\sqrt {2}}}, але розміри базового формату були округлені до цілих сантиметрів.
| RA  | Розмір у мм | SRA  | Розмір у мм |
| --- | ----------- | ---- | ----------- |
| RA0 | 860 × 1220  | SRA0 | 900 × 1280  |
| RA1 | 610 × 860   | SRA1 | 640 × 900   |
| RA2 | 430 × 610   | SRA2 | 450 × 640   |
| RA3 | 305 × 430   | SRA3 | 320 × 450   |
| RA4 | 215 × 305   | SRA4 | 225 × 320   |
| RA5 |             | SRA5 |             |
| RA6 |             | SRA6 |             |
| RA7 |             | SRA7 |             |
| RA8 |             | SRA8 |             |

## Інші ISO стандарти паперу
- ISO 216:1975 визначає дві серії форматів паперу: A и B
- ISO 269:1985 визначає серію C для розробників
- ISO 217:1995 визначає дві серії необрізаних форматів паперу: RA и SRA